# John J. Abel Award
Der John J. Abel Award der American Society for Pharmacology and Experimental Therapeutics (ASPET) ist ein seit 1947 jährlich für Leistungen in Pharmakologie und experimenteller Therapeutik verliehener Preis. Er wird von Pfizer gesponsert und ist nach John Jacob Abel benannt. Der Preisträger sollte im Jahr der Nominierung (am 15. September) nicht älter als 44 Jahre alt sein.

## Preisträger
- 1947 George Sayers
- 1948 J. Garrott Allen
- 1949 Mark Nickerson
- 1950 George B. Koelle
- 1951 Walter F. Riker, Jr.
- 1952 David F. Marsh
- 1953 Herbert L. Borison
- 1954 Eva K. Killam
- 1955 Theodore M. Brody
- 1956 Fred W. Schueler
- 1957 Dixon M. Woodbury
- 1958 H. George Mandel
- 1959 Parkhurst A. Shore
- 1960 Jack L. Strominger
- 1961 Don W. Esplin
- 1962 John P. Long
- 1965 Eugene Braunwald
- 1966 Lewis S. Schanker
- 1967 Frank S. LaBella
- 1968 Richard J. Wurtman
- 1969 Ronald Kuntzman
- 1970 Solomon H. Snyder
- 1971 Thomas R. Tephly
- 1972 Pedro Cuatrecasas
- 1973 Colin F. Chignell
- 1974 Philip Needleman
- 1975 Alfred G. Gilman
- 1976 Alan P. Poland
- 1977 Jerry R. Mitchell
- 1978 Robert J. Lefkowitz
- 1979 Joseph T. Coyle
- 1980 Salvatore J. Enna
- 1981 Sydney D. Nelson
- 1982 Theodore A. Slotkin
- 1983 Richard J. Miller
- 1984 F. Peter Guengerich
- 1985 P. Michael Conn
- 1986 Gordon M. Ringold
- 1987 Lee E. Limbird
- 1988 Robert R. Ruffolo, Jr.
- 1989 Kenneth P. Minneman
- 1990 Alan R. Saltiel
- 1991 Terry D. Reisine
- 1992 Frank J. Gonzalez
- 1993 Susan G. Amara
- 1994 Brian Kobilka
- 1995 Thomas M. Michel
- 1996 John D. Scott
- 1997 David J. Mangelsdorf
- 1998 Masashi Yanagisawa
- 1999 Donald P. McDonell
- 2000 William C. Sessa
- 2002 Steven A. Kliewer
- 2003 David S. Bredt
- 2004 David P. Siderovski
- 2005 Randy A. Hall
- 2006 Christopher M. Counter
- 2007 Michael D. Ehlers
- 2008 Katerina Akassoglou
- 2009 John J. Tesmer
- 2010 Russell Debose-Boyd
- 2011 Laura M. Bohn
- 2012 Jin Zhang
- 2013 Arthur Christopoulos
- 2014 Craig W. Lindsley
- 2015 Pieter C. Dorrestein
- 2016 Jing Yang
- 2017 Samie R. Jaffrey
- 2018 Kirill A. Martemyanov
- 2019 Namandjé N. Bumpus
- 2020 Andrew Goodman
- 2021 Michael R. Bruchas
- 2022 Mikel Garcia-Marcos
- 2023 Carrie R. Ferrario
- 2024 Andrew C. Kruse
- 2025 James J. Collins